# Нийонсаба, Лоренс
Лоренс Нийонсаба (руанда Laurence Niyonsaba; род. 14 июня 1973) — руандийская легкоатлетка, выступавшая в беге на средние дистанции. Участница летних Олимпийских игр 1992 года.

## Биография
Лоренс Нийонсаба родилась 14 июня 1973 года.
В 1992 году вошла в состав сборной Руанды на летних Олимпийских игр в Барселоне. В беге на 1500 метров заняла в четвертьфинале 12-е место показав результат 4 минуты 24,87 секунды и уступив 14,73 секунды попавшей в полуфинал с 7-го места Мари-Пьер Дюро из Франции.
В 1993 году участвовала в чемпионате мира в Штутгарте. В беге на 800 метров заняла последнее, 7-е место в четвертьфинальном забеге (2.12,52), в беге на 1500 метров — 12-е место в полуфинале (4.25,70).

## Личный рекорд
- Бег на 1500 метров — 4.24,87 (5 августа 1992, Барселона)[5]